# Майлс-Сити (Монтана)
Майлс-Сити (англ. Miles City, шайен. Ma'xemâhoévé'ho'eno) — город в штате Монтана, США, административный центр округа Кастер. По данным переписи 2020 года, численность населения составляла 8 354 человека.

## География
По данным Бюро переписи населения Соединенных Штатов, общая площадь города составляет 8,65 км².

### Климат
В Майлс-Сити преобладает влажный континентальный климат (Köppen — Dfb) с долгой, холодной, сухой зимой и жарким, влажным летом. Городу принадлежит рекорд по самому высокому среднему давлению на уровне моря в Соединенных Штатах с показателем 31,42 дюйма по Цельсию (1064 мб) 24 декабря 1983 года.

### Гигантская снежинка
Книга рекордов Гиннесса сообщает, что самая большая из когда-либо измеренных естественных снежинок диаметром 38 см была зафиксирована в Форте Кеог 28 января 1887 года, однако нет никаких подтверждающих доказательств в поддержку этого утверждения.

## Демография
| Год переписи                    | Нас. |  | %±     |
| ------------------------------- | ---- |  | ------ |
| 1880                            | 629  |  | —      |
| 1890                            | 956  |  | 52%    |
| 1900                            | 1938 |  | 102,7% |
| 1910                            | 4697 |  | 142,4% |
| 1920                            | 7937 |  | 69%    |
| 1930                            | 7175 |  | −9,6%  |
| 1940                            | 7313 |  | 1,9%   |
| 1950                            | 9243 |  | 26,4%  |
| 1960                            | 9665 |  | 4,6%   |
| 1970                            | 9023 |  | −6,6%  |
| 1980                            | 9602 |  | 6,4%   |
| 1990                            | 8461 |  | −11,9% |
| 2000                            | 8487 |  | 0,3%   |
| 2010                            | 8410 |  | −0,9%  |
| 2020                            | 8354 |  | −0,7%  |
| 1880–2020 U.S. Decennial Census |      |  |        |

По данным переписи населения 2010 года, в городе проживало 8410 человек и 2082 семьи и числилось 3677 домашних хозяйств. Плотность населения составляла 972,2 чел./км². Насчитывалось 4000 единиц жилья со средней плотностью 462,4/км². Расовый состав населения: 95,3 % белых, 0,3 % афроамериканцев, 1,7 % коренных американцев, 0,4 % азиатов, 0,1 % жителей тихоокеанских островов, 0,6 % других рас и 1,6 % приходится на две или более рас. Испаноязычные или латиноамериканцы составляли 2,4 % от популяции города.
Средний возраст жителей города составлял 40,6 лет. 22,4 % жителей были младше 18 лет; 9,4 % в возрасте от 18 до 24 лет; 22,7 % в возрасте от 25 до 44 лет; 27,6 % в возрасте от 45 до 64 лет; и 17,8 % в возрасте 65 лет и старше. Гендерный состав населения города составлял 48,8 % мужчин и 51,2 % женщин.